# Ford Mustang (quatrième génération)
Pour les articles homonymes, voir Ford Mustang (homonymie).
Cet article concerne la quatrième génération de l'automobile Ford Mustang. Pour des informations générales sur la Mustang, consultez Ford Mustang.
La Ford Mustang de quatrième génération est une automobile qui a été produite par le constructeur américain Ford pour les années modèles 1994 à 2004. Pour 1994, la Ford Mustang a subi sa première refonte majeure en quinze ans, introduite en novembre 1993 et lancée le 9 décembre 1993. La conception, nom de code "SN-95", était basée sur une version mise à jour de la plate-forme Fox, c'est le dernier véhicule Ford qui étaye cette plate-forme. Elle comportait le style de Bud Magaldi, qui incorporait des éléments stylistiques des Mustang classiques. Le cabriolet est revenu, mais les carrosseries précédentes à malle et à hayon ont été abandonnées au profit d'une seule carrosserie coupé fastback.
Avant le lancement de la Mustang redessinée, un concept car deux places a été conçue par Darrell Behmer et Bud Magali. Appelée Mustang Mach III, elle a été présentée au Salon international de l'automobile d'Amérique du Nord en 1993 à Detroit et insinuer à quoi ressemblerait la nouvelle Mustang de production. La Mach III était équipée d'un V8 DOHC suralimenté de 4,6 L développant 456 ch (336 kW). Bien que ce moteur n'ait pas été mis en production, il faisait allusion à l'utilisation future du V8 modulaire de Ford dans la Mustang, y compris l'utilisation éventuelle d'un V8 suralimenté de 4,6 L.

## Mustang (1994-1998)
La Mustang de base était équipée d'un V6 OHV de 3,8 L couplé à une transmission manuelle à 5 vitesses de série ou à une transmission automatique AODE à 4 vitesses en option. Le V6 produisait 147 ch (108 kW) à 4 000 tr/min et 292 N m de couple à 2 500 tr/min. Pour 1996, le V6 de base a gagné cinq chevaux avec un nouveau module de commande du groupe motopropulseur (MCGP), l'EEC-V. La transmission AODE a été remplacée par la transmission automatique 4R70W à 4 vitesses pour 1996.
Ford a alloué 700 millions de dollars pour améliorer la plate-forme Fox de la Mustang de 1994. Des efforts ont été faits pour améliorer la maniabilité de la voiture ainsi que les conditions de bruit, de vibration et de dureté par rapport à la Mustang de génération précédente. La suspension avant de la Mustang utilise des jambes de force MacPherson avec des bras de suspension inférieurs plus longs, de nouvelles broches, des barres anti-roulis et d'autres améliorations par rapport aux Mustang de 1993 et plus anciennes. À l'arrière, un essieu solide à quatre barres est utilisé. Le rapport d'essieu arrière standard de la Mustang de 1994 était de 2,73:1, bien qu'il ait ensuite été changé à 3,27:1. Toutes les Mustang ont reçu des freins à disque aux quatre roues de série, bien que les freins antiblocage (ABS) soient en option.
Avec son nouvel extérieur, la Mustang de 1994 a reçu un nouveau style intérieur. La cabine de la Mustang comportait une disposition «à double cockpit» qui était ornée de contours et de courbes arrondies, de la même manière que d'autres Ford de l'époque comme la Thunderbird. La Mustang de 1994 offrait de nombreuses options, dont certaines devinrent plus tard un équipement standard. La finition d'équipement préférée comprenait des vitres, des rétroviseurs et des serrures de porte électriques, une entrée sans clé à distance, la climatisation, un régulateur de vitesse et un filet de chargement dans le coffre. Le Mach 460 de Ford, un système audio multi-haut-parleurs de 230 watts avec lecteur CD, était également disponible. Toutes les Mustang de 1994 ont reçu des ceintures de sécurité à trois points de série et des doubles coussins gonflables à l'avant. En outre, la conception des feux arrière est passée de trois bandes horizontales à trois sections verticales pour 1996, plus conformes à la tradition de la Mustang classique. La production de cette Mustang a duré jusqu'en octobre 1998.

### Mustang GT
Après la Mustang de base en décembre 1993, la Mustang GT a été réintroduite en janvier 1994, avec des performances plus élevées et une meilleure maniabilité que la Mustang de base ou son prédécesseur de 1993. Ford a reportés le moteur V8 de 4 949 cm3 à petit bloc de poussoir (appelé le «5,0 L» bien que sa cylindrée réelle était de 4,94 L) de la Mustang GT de 1993. La puissance totale du moteur était de 218 ch (160 kW) à 4 200 tr/min et 386 N m de couple à 3 400 tr/min. Les Mustang GT pouvaient offrir des temps d'accélération de 0-97 km/h dans la plage élevée des six secondes et parcourir 402 m en environ 15 secondes. La Mustang GT présentait également une suspension de maniabilité plus rigide, un rapport d'essieu arrière de 3,08:1 (changé plus tard à 3,27:1 ou 3,55:1 selon la transmission et l'année du modèle), des doubles échappements et des roues plus grandes de 16 pouces (par rapport aux roues de 15 pouces de la Mustang de base). La Mustang GT de 1994 a été nommée voiture de l'année par Motor Trend.
Pour 1995, un modèle d'un an seulement, appelé Mustang GTS, a été introduit. Cela était considéré comme une version «épurée» de la Mustang GT qui comprenait les pièces de performance du modèle GT, mais un minimum de fonctionnalités non liées aux performances. La GT de 1995 était la dernière année du moteur V8 5.0 à tige poussoir.
En 1996, Ford a abandonné le V8 petit bloc de 4 949 cm3 qui était en production depuis 1968 et a présenté le V8 SOHC modulaire de 4,6 L. Ces moteurs ont été produits dans deux usines différentes, Windsor et Romeo. Un "W" dans le 8e chiffre du VIN indique un moteur "Romeo", tandis qu'un "X" indique un moteur "Windsor".
Le Windsor et le Romeo ont des différences subtiles. Les modèles de boulons de couvercle de soupape en sont une. Le Romeo a moins de boulons que le Windsor. Une autre différence réside dans les boulons du couvercle avant. Le Windsor utilise des boulons de 8 mm et le Romeo utilise des boulons de 10 mm. Le Romeo utilise des vérins à vis sur les capuchons principaux et le Windsor utilise des chevilles. Le nouveau moteur produisait 218 ch (160 kW) à 4 400 tr/min et 386 N m de couple à 3 500 tr/min, ce qui correspond à la puissance de son prédécesseur. Pour 1998, le V8 de 4,6 L a reçu une légère augmentation de puissance, résultant en 228 ch (168 kW) à 4 750 tr/min et 393 N m de couple à 3 500 tr/min. Ceci a été réalisé grâce à un étalonnage PCM et un système de carburant modifié. Bien que capable d'égaler ou de dépasser la puissance de l'ancien V8 302, le V8 de 4,6 L a été critiqué pour ses performances insuffisantes, en particulier contre la plus grande cylindrée du V8 OHV utilisé dans le principal rival de la Mustang, la Chevrolet Camaro.

### Mustang Cobra
S'appuyant sur les performances de la Mustang GT, l'équipe des véhicules spéciaux (SVT) de Ford a développé une voiture encore plus performante: la Mustang Cobra. Pour les années modèles 1994 et 1995, le V8 de 5,0 L a été modifié pour la Cobra avec des collecteurs d'admission, des cames, des injecteurs de carburant et des têtes uniques. La suspension et les freins ont également été modifiés avec des disques avant de 330 mm et des étriers avec écrit «COBRA» en relief ainsi que des amortisseurs, des jambes de force et des ressorts spécifiques à la Cobra. En 1996, elle était disponible dans une finition de couleurs spécial appelée Mystic Cobra, qui consistait en une finition extérieure Chrom-a-lusion coûteuse comme sur la finition Mysti-Chrome des modèles de 2004. Au total, 2 000 unités ont été produites. Les Cobra de 1996 à 1998 étaient propulsées par le V8 DOHC modulaire de 4,6 L de Ford qui produisait 309 ch (227 kW) et 407 N m de couple.

## La "New Edge" (1999-2004)

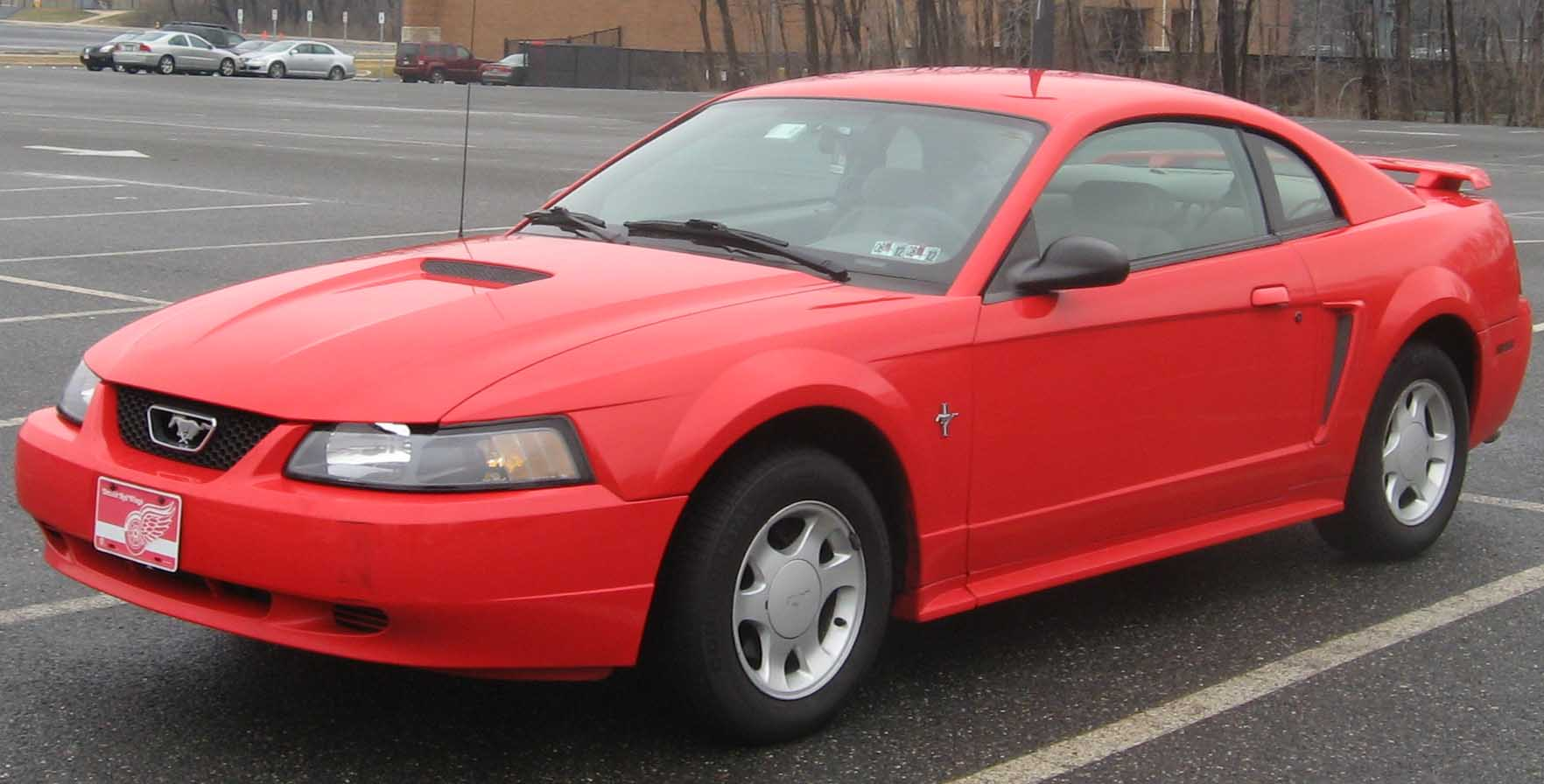
Ford Mustang coupe 1999

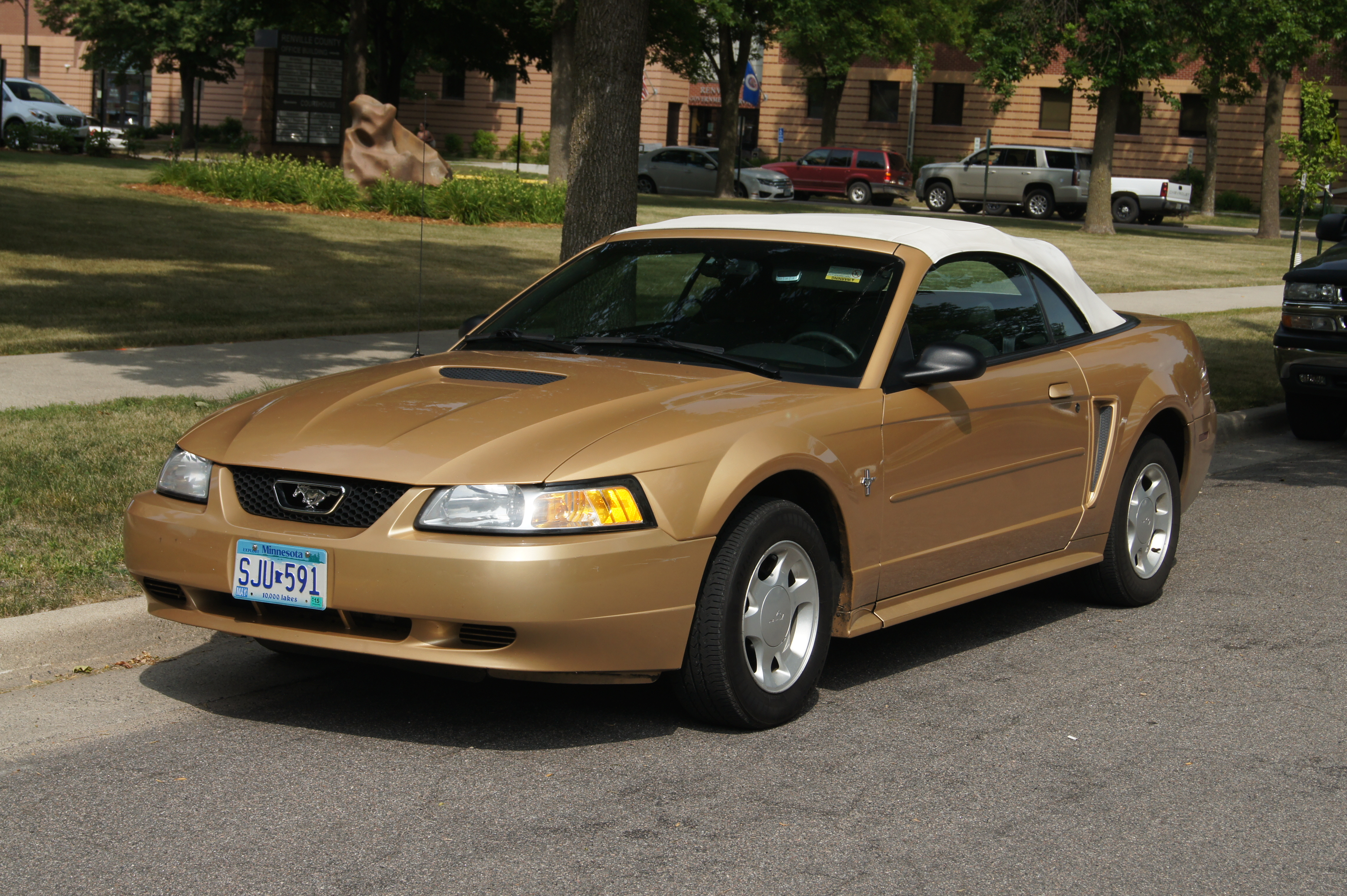
Ford Mustang convertible 2000

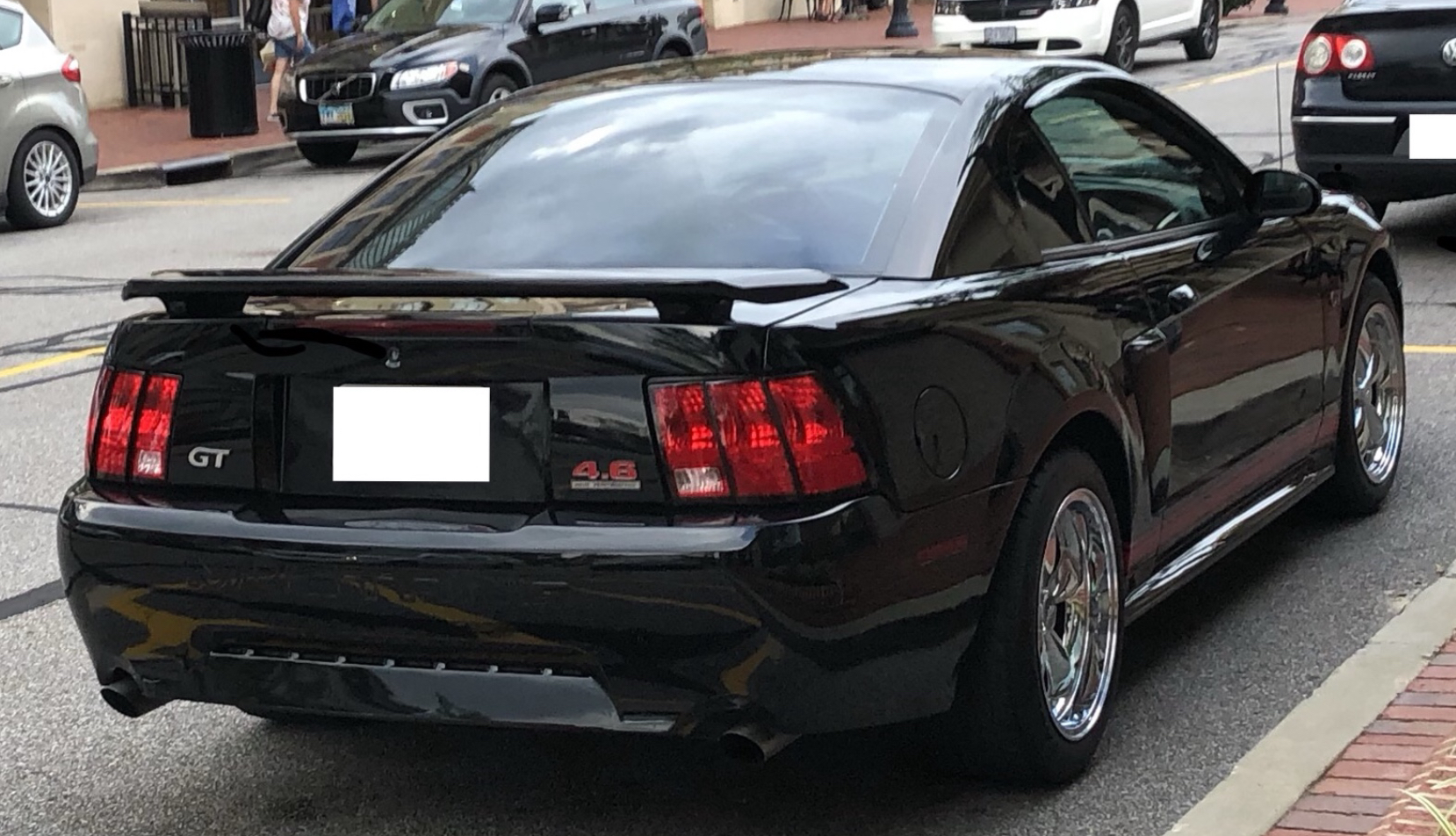
Ford Mustang IV 4.6L GT 1999

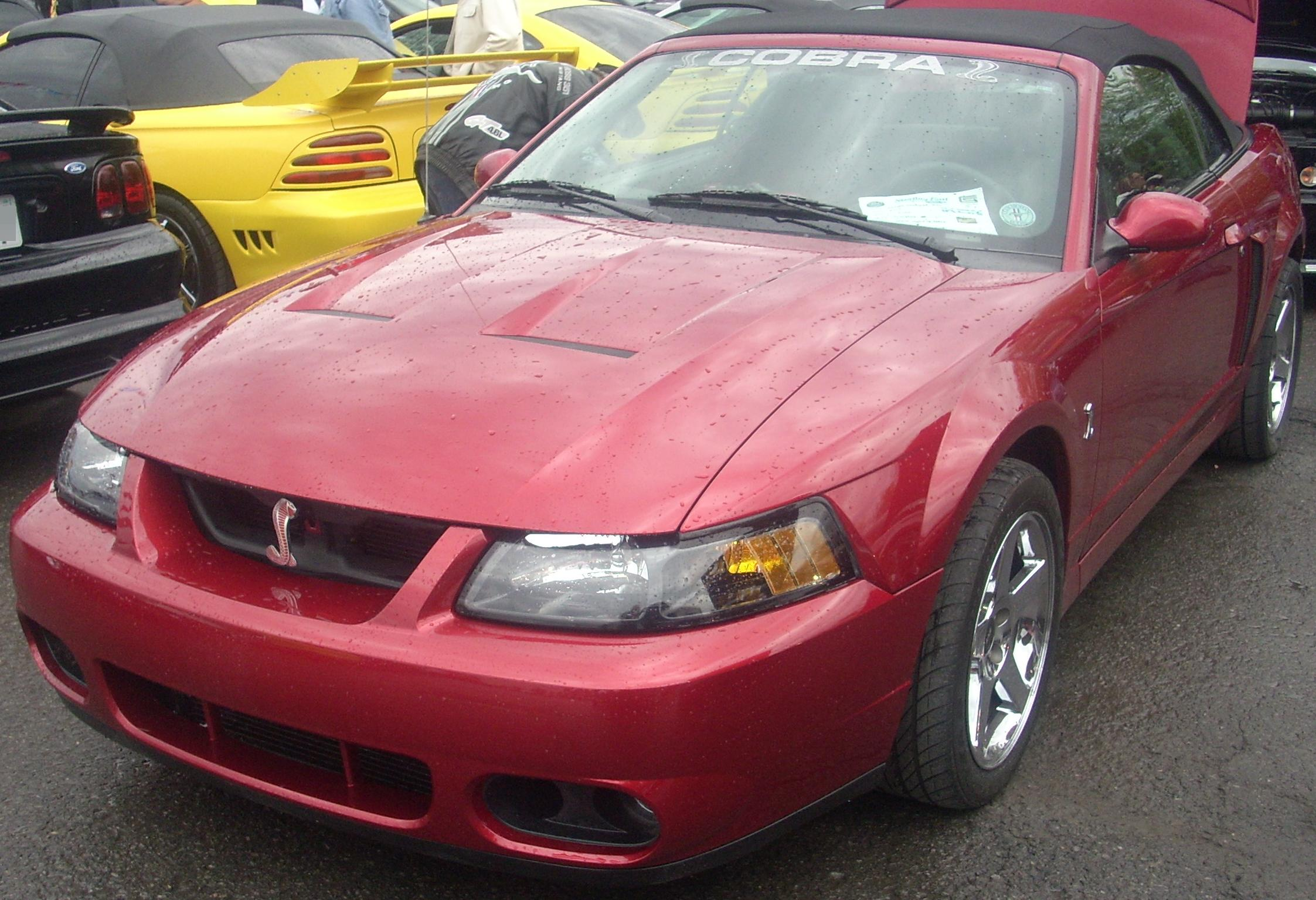
Ford SVT Cobra Mustang (Sterling Ford) 1999

La Mustang SN-95 redessinée est arrivée le 26 décembre 1998 pour l'année modèle 1999 avec une production commençant en novembre 1998. La refonte était caractérisée par le langage de conception New Edge de Ford, qui présentait des contours plus nets, des passages de roue plus grands et des plis dans la carrosserie, remplaçant bon nombre des lignes douces du modèle précédent. La Mustang a également reçu de nouvelles roues et enjoliveurs. Cependant, la voiture conservait la même ligne de toit et le même intérieur, en plus de la même plate-forme de base. Toutes les Mustang de 1999 (sauf la Cobra) ont reçu des badges "35th Anniversary" sur les ailes avant,.
Une finition d'apparence optionnelle, la «35th Anniversary Limited Edition» est venu sur 2 318 coupés GT et 2 310 cabriolets GT. Disponibles uniquement en noir, argent métallisé, blanc et rouge, elles comportaient une écope de capot, un aileron arrière, des écopes latérales et des panneaux de bas de caisse couleur carrosserie, un panneau noirci entre les feux arrière et des roues de 432 × 203 mm en aluminium à cinq rayons; tandis que les intérieurs comprenaient des sièges en cuir et en vinyle noir avec des inserts argentés et un logo de poney, pommeau de levier de vitesses en aluminium, un tableau de bord unique avec un script 35th Anniversary, tapis de sol argentés et noirs avec logo 35th Anniversary et inserts de garniture de porte argentés.
Le V6 Essex OHV de 3,8 L est revenu en tant que moteur de base pour 1999. Un nouveau système d'admission à port divisé a remplacé l'induction à port unique, ce qui a augmenté la puissance du modèle de base à 193 ch (142 kW) à 5 250 tr/min et 298 N m de couple à 2 750 tr/min.
Pour 1999, la Mustang a également reçu un changement de feux arrière, les rendant plus pointus, avec des angles vifs et des lignes droites par opposition au style arrondi des années précédentes. Les lampes étaient encore composées de trois segments verticaux, rappelant l'originale. Des changements minimes sont survenus d'une année à l'autre, le plus notable étant un panneau central repensé dans le tableau de bord pour 2001, qui permettait désormais des unités de tête stéréo double-vacarme, y compris un lecteur de six CD intégré au tableau de bord. L'interrupteur de dégivrage de la lunette arrière, précédemment monté sous l'interrupteur à tirette des phares, a été déplacé vers la console centrale inférieure sous la chaîne stéréo. Si équipé, l'interrupteur des feux antibrouillard a également été déplacé sur la console centrale inférieure, auparavant, il se trouvait sur la console centrale à côté des porte-gobelets. Le troisième bouton sur le panneau de commande inférieur était pour le système de contrôle de traction (sur les modèles V8). Sur les modèles décapotables, l'interrupteur du toit électrique est resté sur la console centrale - sur les modèles coupé, cet interrupteur a été remplacé par un petit porte-monnaie.
Le modèle GT continuait d'utiliser le V8 de 4,6 L comme auparavant, mais maintenant avec 264 ch (194 kW) à 5 250 tr/min et 409 N m de couple à 4 000 tr/min.
En 2001, Ford a ajouté le contrôle de la rampe d'admission (CRA) au V6, augmentant la puissance du moteur à 196 ch (144 kW) à 5 500 tr/min et 305 N m de couple à 2 800 tr/min. Au cours de la seconde moitié de l'année modèle 2004, le moteur Essex de 3,8 L a été remplacé par le V6 Essex OHV de 3,9 L. Le moteur de 3,9 L avait une course légèrement plus longue, mais la puissance du moteur restait identique à celle du moteur de 3,8 L. Le moteur Essex de 3.9 L a été utilisé dans la Mustang pendant seulement six mois avant d'être remplacé par le V6 Cologne de 4.0 L pour l'année modèle 2005.

### Mustang Cobra (1999, 2001 et 2003-2004)
Le modèle Cobra est revenu pour 1999 avec son V8 de 4,6 L à 32 soupapes, maintenant évalué à 324 ch (239 kW) à 6 000 tr/min et 430 N m de couple à 4 750 tr/min.

### Éditions spéciales
En 2000, un niveau de finition unique appelé "Spring Feature Edition" était disponible sur les modèles GT. Offert uniquement en Performance Red, Laser Red, Black, Silver, White ou Zinc Yellow, la finition Spring Feature contient des roues et des pneus de performance de 17"x 8", une écope de capot couleur carrosserie, écopes latérales couleur carrosserie, deux bandes "GT" noires sur le capot et inserts "Mustang" noirs en relief sur le pare-chocs. Ford a produit 3 091 GT Spring Feature.

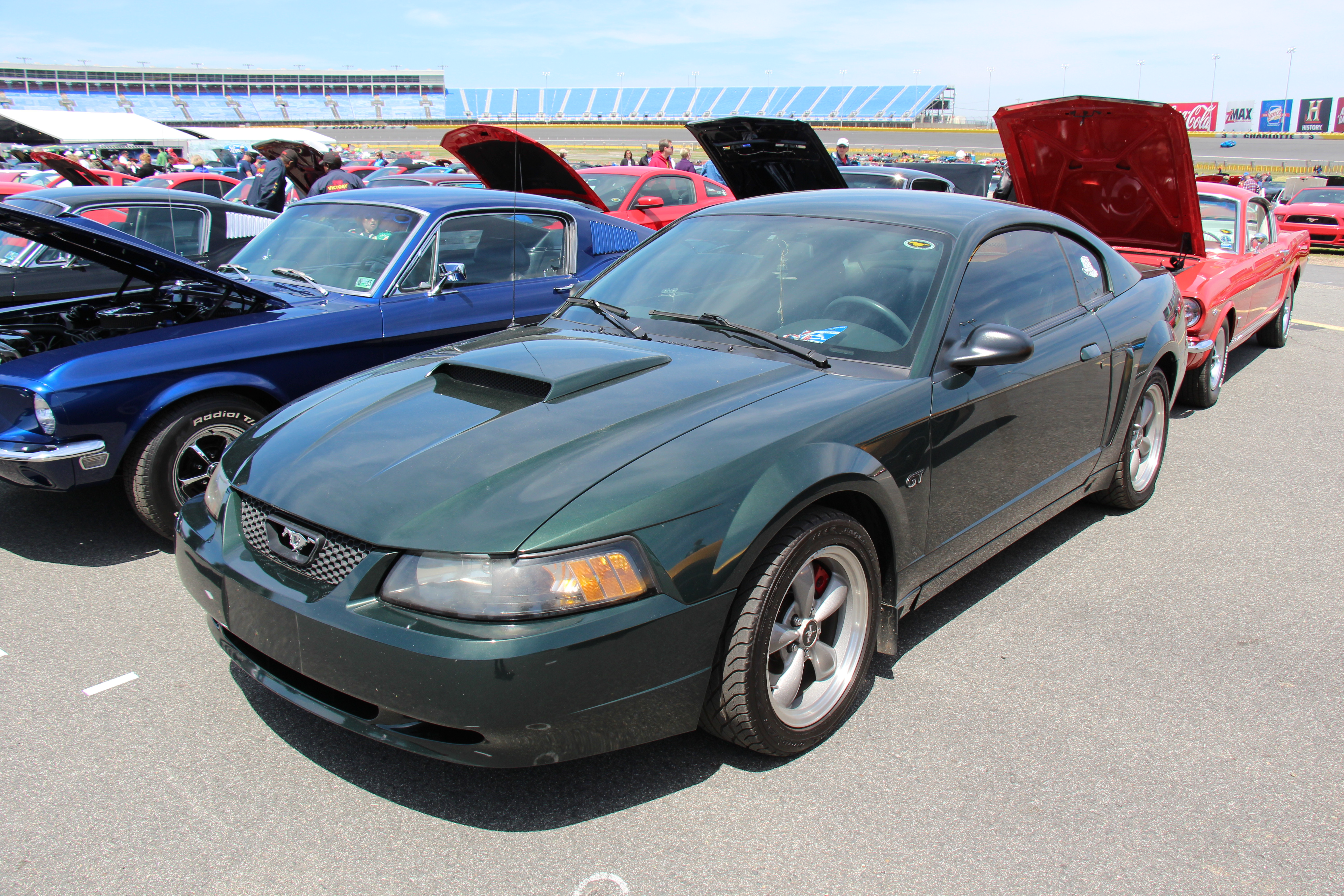
Ford Mustang Bullitt Coupe 2001

En 2001, la Bullitt Special Edition a été rendue publique. Disponible uniquement en coupé, la Bullitt était une version légèrement améliorée de la GT standard. Les mises à niveau d'usine inclut une suspension abaissée (19 mm), connecteurs de sous-châssis (utilisés sur les modèles convertibles), amortisseurs Tokico et freins de la Cobra (330 mm à l'avant, 297 mm à l'arrière). La voiture a également reçu un échappement amélioré et une admission redessinée. Ces améliorations de puissance ont conduit à une puissance nominale de 269 ch (198 kW), soit un gain de cinq chevaux par rapport à la GT standard. À l'extérieur, la voiture a reçu des roues uniques de style Torq-Thrust, suppression des antibrouillards pour le marché américain, mais standard pour le Canada, et becquet sur le coffre arrière ainsi que de nouveaux accents de garniture. Elle était disponible en trois couleurs: Dark Highland Green, True Blue et Black.

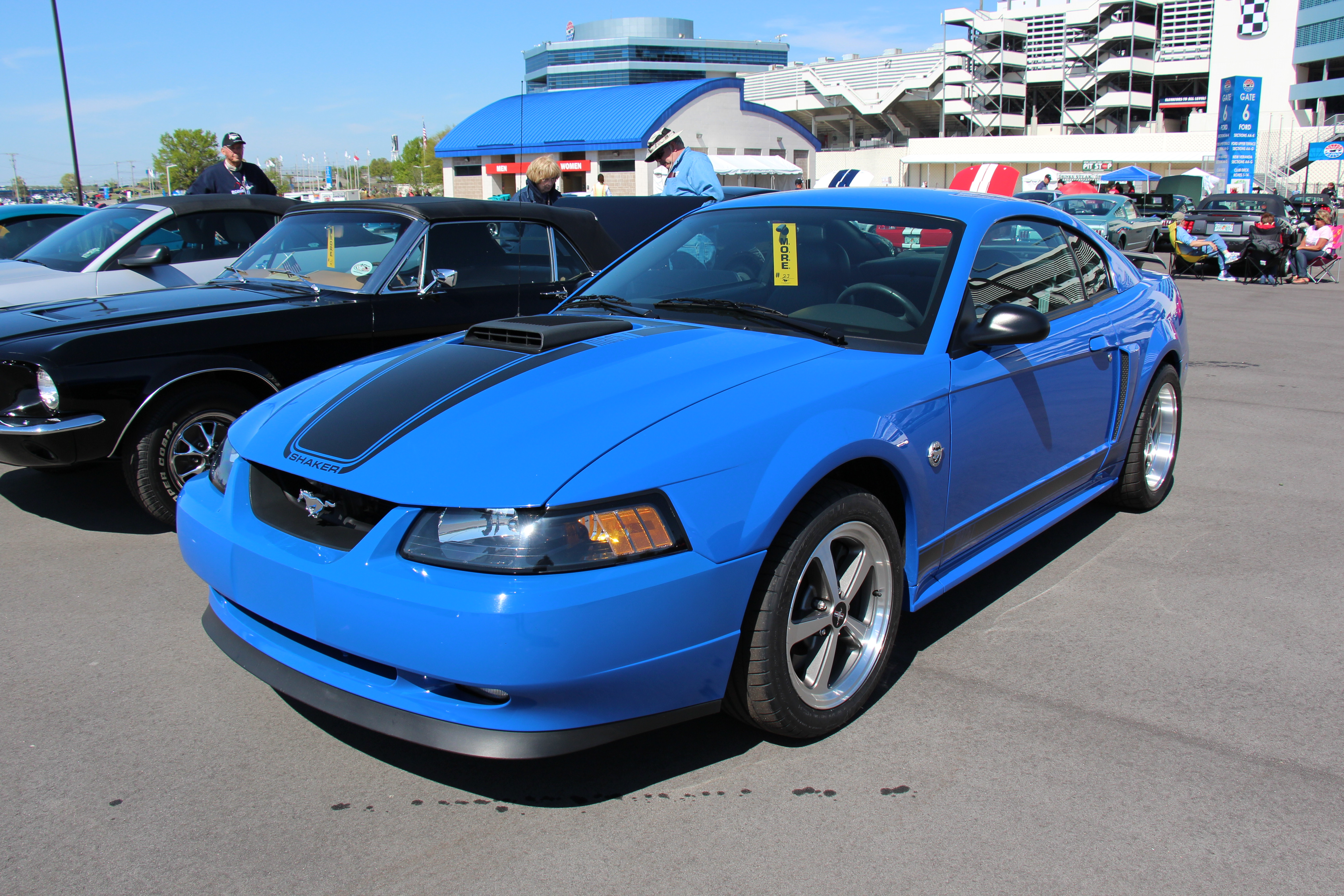
Ford Mustang Mach 1 Coupe 2003

Le succès de la Bullitt de 2001 a conduit à la production d'une deuxième édition spéciale, la Mach 1 de 2003 à 2004. La Mach 1 était équipée d'un moteur 4,6 L DOHC de 309 ch (227 kW) basé sur le moteur disponible dans les Mustang Cobra de 1999 et 2001, avec de nouvelles culasses des Cobra de 2003 à 2004 (voir ci-dessus). L'intérieur de la voiture a reçu un thème rétro avec des sièges conçus pour ressembler aux sièges «confort tissé» disponibles dans les Mach 1 des années 1960. Elle comportait également des jauges à thème rétro et une bille de levier de vitesses unique en aluminium. Sur l'extérieur du véhicule, une finition Mach 1 était appliquée, consistant en une écope Shaker fonctionnelle, une hotte unique à 3 niveaux, décalcomanies fixées sur le capot, panneaux de bas de caisse/porte, un becquet avant spécial, un aileron arrière plat noir, roues de style Magnum 500 et les housses de pilier C utilisées sur la Mustang de 1994-1998. La voiture a également reçu des améliorations de suspension similaires à celles de la Bullitt, y compris des jambes de force Tokico uniques à l'arrière et des connecteurs de sous-châssis des convertibles.

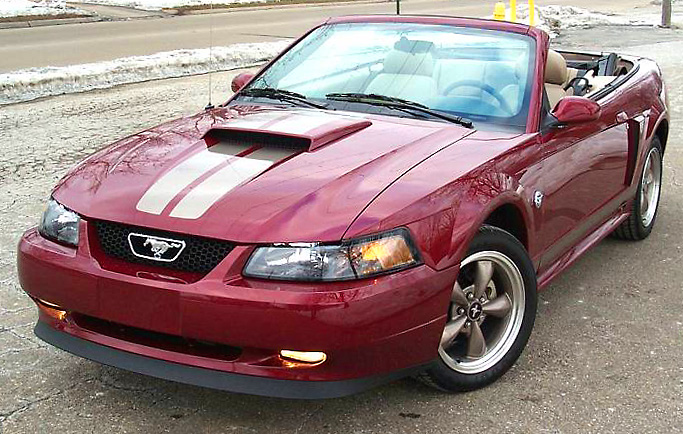
Ford Mustang convertible 40th Anniversary Edition Crimson Red 2004

En 2004, Ford a produit une Mustang 40th Anniversary Edition. En tant qu'option à 895 $ disponible dans les éditions Standard et GT, coupé ou cabriolet, elle consistait en un écusson 40th Anniversary, intérieur amélioré avec des tapis de sol «40th Anniversary», rétroviseurs extérieurs pliants peints des modèles Cobra, une capote en tissu beige (au lieu d'une toile), roues "Bullitt" peintes en Arizona Beige et rayures Arizona Beige sur le capot, le coffre et le bas de la carrosserie. La finition Anniversary était disponible en Crimson Red (exclusif à la finition), Oxford White ou Black. Ford a produit 4 558 modèles en Crimson Red. Le Crimson Red, code de peinture Ford "FX", a également été appelé Merlot sur plusieurs autres modèles Ford des années modèles 2002 à 2008. La plupart des voitures de la finition 40th Anniversary étaient dotées d'un intérieur en cuir Parchment (beige). Certaines avaient du cuir noir. Il s'agit peut-être d'une variante canadienne. Cette variante possiblement unique au Canada comprend également des roues de la Cobra de 2003, pas de bandes de capot et de décalcomanies «Mustang» sur les panneaux latéraux du bas de la carrosserie sous les portes. À l'exception de deux unités de pré-production, tous les véhicules Crimson Red ont été construits d'août à novembre 2003. Quarante et une des voitures Crimson Red ont été envoyées à Roush Industries pour des conversions en Mustang Roush. Elle a marqué la fin de cette conception de la Mustang, car 2005 a inauguré un tout nouveau modèle.
Ford a célébré son 100e anniversaire en juin 2003 et a fabriqué des pick-ups F-Series Super Duty, des Explorer, des Taurus, des Focus et des Mustang GT en édition limitée pour commémorer l'événement. Les modèles 100th Anniversary n'étaient disponibles qu'en noir et comprenaient des surfaces de sièges en cuir Imola de première qualité à grain de Vérone en couleur bicolore parchemin et la Mustang a obtenu la finition GT premium qui comprenait des roues de 17 pouces, freins antiblocage et antipatinage; double échappement; siège conducteur à commande électrique avec soutien lombaire électrique; volant gainé de cuir et stéréo AM/FM Mach 1000 ou Mach 460 avec changeur CD à six disques ainsi que des badges 100th Anniversary sur l'aile et le couvercle du coffre et en relief sur les sièges. La finition Centennial était une mise à niveau de 995 $.

### Conversion en conduite à droite

#### Ford Australie
Cette génération a été vendue en Australie pendant deux ans de 2001 à 2002 pour concurrencer l'Holden Monaro (qui est finalement devenue la base de la Pontiac GTO renaissante). En raison du fait que la Mustang n'a jamais été conçue pour la conduite à droite, Ford Australie a engagé Tickford Vehicle Engineering pour convertir 250 Mustang par an et les modifier pour répondre aux règles de conception australiennes. Le coût de développement pour la refonte des composants et la mise en place du processus de production était de 4 000 000 $ A. Les ventes n'ont pas répondu aux attentes, en partie en raison d'un prix de vente très élevé. Au total, seulement 377 Mustang ont été vendues en Australie entre 2001 et 2003.
À des fins promotionnelles, Ford Racing Australia a construit une Mustang V10 cabriolet, qui était propulsée par le moteur V10 Modular de 6,8 litres du pick-up américain Ford F-Series Super Duty mais avec un compresseur de fabrication australienne.

## Résumé de la sortie des moteurs
| Année | Modèle de base                                                  | GT                                                              | Cobra                                                           | Édition spéciale          |
| ----- | --------------------------------------------------------------- | --------------------------------------------------------------- | --------------------------------------------------------------- | ------------------------- |
| 1994  | 147 ch (108 kW) à 4 000 tr/min 291 N m de couple à 2 500 tr/min | 218 ch (160 kW) à 4 200 tr/min 386 N m de couple à 3 400 tr/min | 243 ch (179 kW) à 4 800 tr/min                                  |                           |
| 1995  | 147 ch (108 kW) à 4 000 tr/min 291 N m de couple à 2 500 tr/min | 218 ch (160 kW) à 4 200 tr/min 386 N m de couple à 3 500 tr/min | 243 ch (179 kW)                                                 | 304 ch (224 kW) (Cobra R) |
| 1996  | 150 ch (112 kW) à 4 000 tr/min 291 N m de couple à 2 500 tr/min | 218 ch (160 kW) à 4 400 tr/min 386 N m de couple à 3 500 tr/min | 309 ch (227 kW) à 5 800 tr/min 406 N m de couple à 4 800 tr/min |                           |
| 1997  | 152 ch (112 kW) à 4 000 tr/min 291 N m de couple à 2 500 tr/min | 218 ch (160 kW) à 4 400 tr/min 386 N m de couple à 3 500 tr/min | 309 ch (227 kW) à 5 800 tr/min 406 N m de couple à 4 800 tr/min |                           |
| 1998  | 152 ch (112 kW) à 4 000 tr/min 291 N m de couple à 2 500 tr/min | 228 ch (168 kW) à 4 750 tr/min 393 N m de couple à 3 500 tr/min | 309 ch (227 kW) à 5 800 tr/min 406 N m de couple à 4 800 tr/min |                           |
| 1999  | 193 ch (142 kW) à 5 250 tr/min 298 N m de couple à 2 750 tr/min | 264 ch (194 kW) à 5 250 tr/min 409 N m de couple à 4 000 tr/min | 324 ch (239 kW) à 6 000 tr/min 429 N m de couple à 4 750 tr/min |                           |
| 2000  | 193 ch (142 kW) à 5 250 tr/min 298 N m de couple à 2 750 tr/min | 264 ch (194 kW) à 5 250 tr/min 409 N m de couple à 4 000 tr/min |                                                                 | 390 ch (287 kW) (Cobra R) |
| 2001  | 196 ch (144 kW) à 5 500 tr/min 305 N m de couple à 2 800 tr/min | 264 ch (194 kW) à 5 250 tr/min 409 N m de couple à 4 000 tr/min | 324 ch (239 kW) à 6 000 tr/min 429 N m de couple à 4 750 tr/min | 269 ch (198 kW) (Bullitt) |
| 2002  | 196 ch (144 kW) à 5 500 tr/min 305 N m de couple à 2 800 tr/min | 264 ch (194 kW) à 5 250 tr/min 409 N m de couple à 4 000 tr/min |                                                                 |                           |
| 2003  | 196 ch (144 kW) à 5 500 tr/min 305 N m de couple à 2 800 tr/min | 264 ch (194 kW) à 5 250 tr/min 409 N m de couple à 4 000 tr/min | 395 ch (291 kW) † 529 N m de couple                             | 309 ch (227 kW) (Mach I)  |
| 2004  | 196 ch (144 kW) à 5 500 tr/min 305 N m de couple à 2 800 tr/min | 264 ch (194 kW) à 5 250 tr/min 409 N m de couple à 4 000 tr/min | 395 ch (291 kW) † 529 N m de couple                             | 309 ch (227 kW) (Mach I)  |

† suralimenté